# Francisco Meirino
 (novembre 2024).
La mise en forme du texte ne suit pas les recommandations de Wikipédia : il faut le « wikifier ».
Les points d'amélioration suivants sont les cas les plus fréquents. Le détail des points à revoir est peut-être précisé sur la page de discussion.
- Les titres sont pré-formatés par le logiciel. Ils ne sont ni en capitales, ni en gras.
- Le texte ne doit pas être écrit en capitales (les noms de famille non plus), ni en gras, ni en italique, ni en « petit »…
- Le gras n'est utilisé que pour surligner le titre de l'article dans l'introduction, une seule fois.
- L'italique est rarement utilisé : mots en langue étrangère, titres d'œuvres, noms de bateaux, etc.
- Les citations ne sont pas en italique mais en corps de texte normal. Elles sont entourées par des guillemets français : « et ».
- Les listes à puces sont à éviter, des paragraphes rédigés étant largement préférés. Les tableaux sont à réserver à la présentation de données structurées (résultats, etc.).
- Les appels de note de bas de page (petits chiffres en exposant, introduits par l'outil «  Source ») sont à placer entre la fin de phrase et le point final[comme ça].
- Les liens internes (vers d'autres articles de Wikipédia) sont à choisir avec parcimonie. Créez des liens vers des articles approfondissant le sujet. Les termes génériques sans rapport avec le sujet sont à éviter, ainsi que les répétitions de liens vers un même terme.
- Les liens externes sont à placer uniquement dans une section « Liens externes », à la fin de l'article. Ces liens sont à choisir avec parcimonie suivant les règles définies. Si un lien sert de source à l'article, son insertion dans le texte est à faire par les notes de bas de page.
- La présentation des références doit suivre les conventions bibliographiques. Il est recommandé d'utiliser les modèles {{Ouvrage}}, {{Chapitre}}, {{Article}}, {{Lien web}} et/ou {{Bibliographie}}. Le mode d'édition visuel peut mettre en forme automatiquement les références.
- Insérer une infobox (cadre d'informations à droite) n'est pas obligatoire pour parachever la mise en page.

Pour une aide détaillée, merci de consulter Aide:Wikification.
Si vous pensez que ces points ont été résolus, vous pouvez retirer ce bandeau et améliorer la mise en forme d'un autre article.
Francisco Meirino est un artiste sonore espagnol né le 13 octobre 1975 à Lausanne (Suisse).
Sa musique combine des textures complexes, une précision tonale et une large panoramique spatiale, elle est fascinante par son intensité physique et par la précision de ses détails.
Ses travaux explorent la tension entre le matériel programmable et son potentiel d’échec.
Son intérêt se porte d’abord sur ce qui n’est pas supposé être enregistré : la fin de vie des appareils sonores, les bruits de fond, les parasites électrostatiques, les enregistrements de terrains non-naturalistes et l'utilisation non conventionnelle du matériel technique et des systèmes de diffusion du son et de comment exploiter ces divers échecs sonores de manière radicalement différente dans ses pièces.  
Francisco Meirino compose également de la musique pour ensembles acoustiques de musique contemporaine, tels que l'ensemble Contrechamps, ensemble Phoenix Bâle, ensemble Vortex.
Ces pièces tentent de repousser les limites physiques des musicien·nes dans la pratique de leurs instruments. Ces compositions demandent une forte présence physique et une tension sonore constante. Les pièces pour ensembles de Francisco Meirino tentent de briser la barrière entre acoustique et électronique.
Ses instruments de travail sont principalement le synthétiseur modulaire (Eurorack-Serge), le microphone, l’ordinateur, l’enregistreur de terrain, les magnétophones à bandes, les échos à bandes    et divers dispositifs électro-acoustiques.  
Il s'est d'abord produit sous le nom d'artiste Phroq entre 1994 et 2009, cette année là il abandonne  son pseudo pour travailler sous son propre nom.
Francisco Meirino s’est produit en solo plus de 400 fois dans différentes salles et festivals en Europe, au Japon et en Amérique du Nord. : Présences Electronique (France) / REM (Germany) / Borderline (Greece) / Akousma (France) / La Digestion (Italy) / End Tymes (USA) / Cable (France) / Noizeistanbul (Turkey) / Santander Arte Sonore (Spain) / Activating The Medium (USA) / Observatori (Spain) / Musica Genera (Poland) / Norberg (Sweden / Akousma (Canada) / LUFF (Switzerland) / Ertz (Spain) / etc…  
Il a composé de la musique pour la danse, des pièces radios, des pièces pour ensembles de musique contemporaines et des installations sonores pour : Ensemble Contrechamps / Ensemble Vortex / Ensemble Phoenix / Cindy Van Acker / Yann Marussich / Anne Rochat / Musée d’Ethnographie de Genève / etc…  
Il a également collaboré avec de nombreux artistes en studio ou sur scène, entre-autres : Dave Phillips / Matthieu Saladin / Antoine Chessex /  Jérôme Noetinger / Leif Elggren / Gerritt Wittmer / Kiko C. Esseiva / Nicolas Bernier / Scott Arford / Michael Gendreau.
Francisco Meirino est un des membres fondateurs en 2018 du collectif d’intervention sur la critique sociale du son Les Sirènes                                 avec Juliette Volcler, Matthieu Saladin et Jérôme Noetinger.
Francisco Meirino a également publié 3 livres : Transduce en 2011 en autoédition, Infernal à l'intérieur en 2018, et Let's keep it as simple as possible and shape a new reality of geometrical patterns en 2023 aux éditions Ripopée.
Il a obtenu en 2003 le prix de composition de musique électronique de Pro Helvetia.   

## Discographie selective

### En solo
- 2024 : A Perpetual Host / CD / Misanthropic Agenda
- 2022 : The Imitation Of An Action / CD / Firework Edition
- 2022 : Shattered Reel(m)s / CD / Sentimental Prod.
- 2021 : The Process Of Significance / 4CD – BOXSET / Misanthropic Agenda
- 2021 : A New Instability / LP / The Helen Scarsdale Agency
- 2019 : Hear After : matters of auditory paranoia / CD / Flag Day Recordings
- 2019 : Three Realizations For Ensembles / CD / Misanthropic Agenda
- 2018 : The Ruins / CD / Misanthropic Agenda
- 2018 : La Plainte / LP / Cave 12
- 2016 : Surrender, Render, End / CD / The Helen Scarsdale Agency
- 2014 : Notebook (techniques of self-destruction) / CD / Misanthropic Agenda
- 2013 : An Extended Meaning For Something Meaningless / CD / Auditory Field Theory
- 2012 : Untitled Phenomenas In Concrete / CD / Cave 12 Ed.
- 2011 : Recordings Of Voltage Errors, Magnetic Fields… / LP / Misanthropic Agenda

### En collaboration
- 2023 : Bain d’Arsenic avec Bob Bellerue / CD / Flag Day Recordings
- 2023 : Drainage, In Six Parts avec Jérôme Noetinger / CD / Klanggalerie
- 2022 : Maiandros avec A. Chessex & J. Noetinger / LP / Cave 12 Ed.
- 2021 : 13’36  10’42  12’48 avec Michael Gendreau / CD / Misanthropic Agenda
- 2016 : La Gueule Du Loup avec Eryck Abecassis / CD / Fragment Factory
- 2015 : Trop Tôt avec Leif Elggren / CD / Firework Edition
- 2015 : Fiction avec Nicolas Bernier / LP / Misanthropic Agenda
- 2014 : The Confidence Of Being Lost avec Gerritt Wittmer / CD / Misanthropic Agenda
- 2014 : Travaux avec ILIOS / CD / Entr'acte
- 2013 : Focus On Nothing On Focus avec Kiko C. Esseiva / LP / Aussenraum
- 2012 : We Are None Of Us avec Dave Phillips / 2x LP / Misanthropic Agenda
- 2011 : Flupentixol-Lamotrigine avec Lasse Marhaug / 7’’ / Misanthropic Agenda

Autres activités
- Depuis 2016 Programmateur musique du cycle The Centerpoint, Cinéma Bellevaux, Lausanne, Suisse
- Depuis 2013 Co-programmateur musique au Festival LUFF, Lausanne, Suisse
- 2011-2017 Curateur d’art sonore à Standard/Deluxe, espace d’art, Lausanne, Suisse
- 2006-2011 Programmateur musique au cinéma Oblo, Lausanne, Suisse

Résidences
- 2019  Artistes en résidence, collectif Les Sirènes  à Résidencce d'artiste La Becque, La Tour-de-Peilz, Suisse
- 2019  Artiste en résidence au GRM, Paris, France
- 2018  Artiste en résidence à La Muse en Circuit, Paris, France
- 2016  Artiste en résidence à L’EMS, Stockholm, Suède
- 2015  Artiste en résidence à Radio Picnic, Bruxelles, Belgique
- 2008  Artiste en résidence à 7HZ, San Francisco, USA